# Birger Nerman
Birger Nerman (født 6. oktober 1888 i Norrköping, død 22. august 1971 i Stockholm) var en svensk professor, arkæolog og forfatter.

## Liv
Birger Nerman tilhørte borgerslægten Nerman (Nehrman) fra Vimmerby og var søn af boghandler i Norrköping Janne Nerman (1844-1920) og hustru Anna Ida Nordberg. Han og Einar Nerman var tvillingebrødre og to år yngre end den tredje broder Ture Nerman. Farbroderen Carl Axel var også boghandler og far til Birger Nermans hustru, Barbro Nerman.
Birger Nerman studerede nordiske sprog, litteraturhistorie og arkæologi ved Uppsala universitet for at blive bibliotekar, men blev fanget af arkæologien og især stenalderens bebyggelse. Han blev fil.kand. i 1910 i arkæologi, fil.lic. i 1912, disputerede året efter i litteraturhistorie og blev fil.dr. den 31. maj 1913.
Nerman var tilforordnet professor 1917 og 1920, i 1923 udnævntes han til professor i arkæologi ved Dorpats universitet i Estland, hvilken stilling han havde til 1925, hvor han sammen med forgængeren Arne Michaël Tallgren lagde grunden til den arkæologiske forskning der. Han foretog i 1924 udgravninger omkring byen Izborsk. Nerman undersøgte en folkeborg og et større højgravfelt sammen med sine studenter fra Dorpat.
I somrene 1929-1930 var han leder af udgravningen af den forhistoriske skandinaviske bosættelse med tre gravfelter, et byområde og en folkeborg) i Grobin i Letland. Året efter fortsatte Nerman med at udgrave en lignende bosættelse med skandinaviske indslag ved byen Apuole i det nordvestlige Litauen og i efteråret 1932 med et østskandinavisk garnisonssamfund fra vikingetiden ved Wiskiauten i Østpreussen.
Efter sporadiske kontakter med Statens historiska museum blev Nerman i 1938 dets museumsdirektør. Denne stilling havde han til sin pensionering i 1954. I 1939-1969 var han formand for Svenska fornminnesföreningen. Han blev 1946 medlem af Vitterhetsakademien og æresmedlem, korresponderende medlem og medlem af flere udenlandske akademier.
I 1914-1915 var Nerman formand for det socialdemokratiske studenterforbund Laboremus. I 1967-1970 var han formand for World Anti-Communist Leagues svenske afdeling.

## Forfatterskab
- Studier över Svärges hedna litteratur (1913)
- Die Herkunft und die frühesten Auswanderungen der Germanen (1924)
- Die verbindungen zwischen Skandinavien und dem Ostbaltikum in der jüngeren eisenzeit (1929)
- Die Völkerwanderungszeit Gotlands (1935)
- Gamla Upsala : Svearikets hjärtpunkt (1943)
- Tiotusen àr i Sverige (1945 )
- Grobin-Seeburg; Ausgrabungen und Funde (1958)
- Die Vendelzeit Gotlands (1969)

### På internettet
- Birger Nerman: "Ynglingasagan i arkeologisk belysning" (Fornvännen 1917, s. 226-261) Arkiveret 11. december 2014 hos  Wayback Machine
- Birger Nerman: "Kungshögarna på Adelsö och Sveriges äldsta konungalängder" (Fornvännen 1918, s. 65-77) Arkiveret 16. august 2017 hos  Wayback Machine
- Birger Nerman: "Kung Agne och hans död på Agnefit" (Fornvännen 1919, s. 143-169) Arkiveret 4. marts 2016 hos  Wayback Machine
- Birger Nerman: "Gravfynden på Gotland under tiden 550—800 e. K." (Antiqvarisk Tidskrift för Sverige 22:4 (1919); s. 1-102)
- Birger Nerman: "Sagotraditioner om det forntida Stockholm" (Svenska Turistföreningens årskrift 1922, s. 72-89)
- Birger Nerman: "Härstamma danerna ifrån Svealand?" (Fornvännen 1922, s. 129-140)
- Birger Nerman: "Goternas äldsta hem" (Fornvännen 1923, s. 165-182)
- Birger Nerman: "Professurer i svenska språket i de nya Östersjöstaterna" (Svensk Tidskrift, 1924, s. 271-274)
- Birger Nerman: "Glozelstriden" (Svenska Dagbladets Årsbok, Femte årgången (händelserna 1927), s. 282-285)
- Birger Nerman: "Linköpings akademi" (Svensk Tidskrift, 1928, s. 126-129)
- Birger Nerman: "Fynden från Grobin i Lettland" (Fornvännen 1930, s. 114-116) Arkiveret 4. marts 2016 hos  Wayback Machine
- Birger Nerman: "Bastarernas ursprung" (Fornvännen 1930, s. 178-181) Arkiveret 20. januar 2022 hos  Wayback Machine
- Birger Nerman: "Vandalernas äldsta hem" (Fornvännen 1930, s. 365-367) Arkiveret 4. marts 2016 hos  Wayback Machine
- Birger Nerman: "En svensk invandring i Tröndelagen under vendeltid?" (Fornvännen 1931, s. 242-244) Arkiveret 29. oktober 2013 hos  Wayback Machine
- Birger Nerman: "Vikingaspår i ryska ortnamn" (Fornvännen 1932, s. 119-120) Arkiveret 12. august 2017 hos  Wayback Machine
- Birger Nerman: "Ett myntfynd från vikingatiden i Estland" (Fornvännen 1933, s. 370-371) Arkiveret 14. august 2017 hos  Wayback Machine
- Birger Nerman: "Det forntida Västergarn" (Fornvännen 1934, s. 84-88) Arkiveret 8. august 2017 hos  Wayback Machine
- Birger Nerman: "Stenåldersgravar i Estland" (Fornvännen 1935, s. 366-368) Arkiveret 4. marts 2016 hos  Wayback Machine
- Birger Nerman: "Ännu en konisk prakthjälm ifrån ett svenskt fynd" (Fornvännen 1940, s. 312-315) Arkiveret 9. august 2017 hos  Wayback Machine
- Birger Nerman: "Två i Sverige funna Tène I-armringar" (Fornvännen 1942, s. 222-224) Arkiveret 4. marts 2016 hos  Wayback Machine
- Birger Nerman: "En gotländsk djurfigur från Tène-tid" (Fornvännen 1943, s. 162-164) Arkiveret 4. marts 2016 hos  Wayback Machine
- Birger Nerman: "Arkeologisk datering av vendeltidens nordiska runinskrifter" (Fornvännen 1947, s. 109-141)
- Birger Nerman: "Degel från Gotlands vendeltid för tillverkning av glasflusspärlor" (Fornvännen 1951, s. 252-253) Arkiveret 16. august 2017 hos  Wayback Machine
- Birger Nerman: "Ett skytiskt fynd från Gotland" (Fornvännen 1953, s. 30-33) Arkiveret 4. marts 2016 hos  Wayback Machine
- Birger Nerman: "Ett hjälmfragment, sannolikt från mellersta Sverige" (Fornvännen 1953, s. 123-124) Arkiveret 14. august 2017 hos  Wayback Machine
- Birger Nerman: "Man och orm : en bildframställning på en grupp gotländska spännen från sen vendeltid" (Fornvännen 1955, s. 191-194) Arkiveret 29. oktober 2013 hos  Wayback Machine
- Birger Nerman: "Elfenben och snäckor i gotländska vendeltidsgravar" (Fornvännen 1955, s. 209-213) Arkiveret 9. august 2017 hos  Wayback Machine
- Birger Nerman: "Ostbaltiskt från yngre vendeltid bland fynden från Helgö, Ekerö" (Fornvännen 1956, s. 148-152) Arkiveret 29. oktober 2013 hos  Wayback Machine
- Birger Nerman: "En tidig kortsvärdstyp på Gotland" (Fornvännen 1959, s. 41-44) Arkiveret 16. august 2017 hos  Wayback Machine
- Birger Nerman: "Ett gotländskt ringsvärd av äldsta typ" (Fornvännen 1962, s. 74-78) Arkiveret 15. august 2017 hos  Wayback Machine
- Birger Nerman: "En gotländsk bronsdosa från sen vendeltid" (Fornvännen 1962, s. 41-45) Arkiveret 15. august 2017 hos  Wayback Machine
- Birger Nerman: "Till hästmunderingen: en grupp gotländska vendeltidsbeslag" (Fornvännen 1964, s. 298-301) Arkiveret 4. marts 2016 hos  Wayback Machine
- Birger Nerman: "Den mellersta och yngre Vendeltidens gotländska keramik" (Fornvännen 1967, s. 93-99) Arkiveret 29. oktober 2013 hos  Wayback Machine
- Birger Nerman: "De gotländska Vendeltidsbrakteaternas ursprung" (Fornvännen 1968, s. 55-60) Arkiveret 29. oktober 2013 hos  Wayback Machine
- Birger Nerman: "En gotländsk grupp av kedjeplattor ifrån Vendel- och vikingatid" (Fornvännen 1969, s. 90-98) Arkiveret 29. oktober 2013 hos  Wayback Machine